# Вітпейн Тауншип (округ Монтгомері, Пенсільванія)
Вітпейн Тауншип (англ. Whitpain Township) — селище (англ. township) в США, в окрузі Монтгомері штату Пенсільванія. Населення — 20 333 особи (2020).

## Демографія
Згідно з переписом 2010 року, у селищі мешкало 18 875 осіб у 7462 домогосподарствах у складі 5344 родин. Було 7937 помешкань
Расовий склад населення:
| - 81,9 % — білих - 10,9 % — азіатів - 5,2 % — чорних або афроамериканців - 0,1 % — корінних американців |

До двох чи більше рас належало 1,3 %. Частка іспаномовних становила 2,6 % від усіх жителів.
За віковим діапазоном населення розподілялося таким чином: 22,8 % — особи молодші 18 років, 58,7 % — особи у віці 18—64 років, 18,5 % — особи у віці 65 років та старші. Медіана віку мешканця становила 45,0 року. На 100 осіб жіночої статі у селищі припадало 91,1 чоловіків;  на 100 жінок у віці від 18 років та старших — 87,0 чоловіків також старших 18 років.
Середній дохід на одне домашнє господарство  становив 155 458 доларів США (медіана — 119 815), а середній дохід на одну сім'ю — 176 584 долари (медіана — 136 875). Медіана доходів становила 93 164 долари для чоловіків та 67 108 доларів для жінок. За межею бідності перебувало 3,7 % осіб, у тому числі 3,6 % дітей у віці до 18 років та 4,5 % осіб у віці 65 років та старших.
Цивільне працевлаштоване населення становило 9746 осіб. Основні галузі зайнятості: освіта, охорона здоров'я та соціальна допомога — 24,6 %, науковці, спеціалісти, менеджери — 19,5 %, роздрібна торгівля — 10,6 %, виробництво — 10,5 %.